# DN56B
DN56B este un drum național care face legătura între Hinova și Porțile de Fier II. Are 31 km.